# Notiopsylla peregrinus
Notiopsylla peregrinus är en loppart som beskrevs av Smit 1979. Notiopsylla peregrinus ingår i släktet Notiopsylla och familjen Pygiopsyllidae. Inga underarter finns listade i Catalogue of Life.